# Nymphes myrmeleonoides
Nymphes myrmeleonoides (лат.) — насекомое из семейства нимфид отряда сетчатокрылых.

## Описание
Одно из крупнейших сетчатокрылых насекомых, длина тела составляет 4 см, размах крыльев около 11 см. Окраска буровато-рыжая, снизу желтоватая, глаза темно-синие, крылья прозрачные с чёрным жилкованием, концы крыльев белые.

## Ареал
Эндемик Восточной Австралии, встречается вдоль восточного побережья от северо-востока Квинсленда до юга штата Виктория.

## Особенности биологии
Взрослые насекомые питаются, скорее всего, только нектаром. Самки откладывают яйца в кладки, состоящие из 2—3 десятков штук и имеющие вид цепочек U-образной формы. Личинки обитают в лесной подстилке, хищники, питаются различными мелкими насекомыми.

## Фото

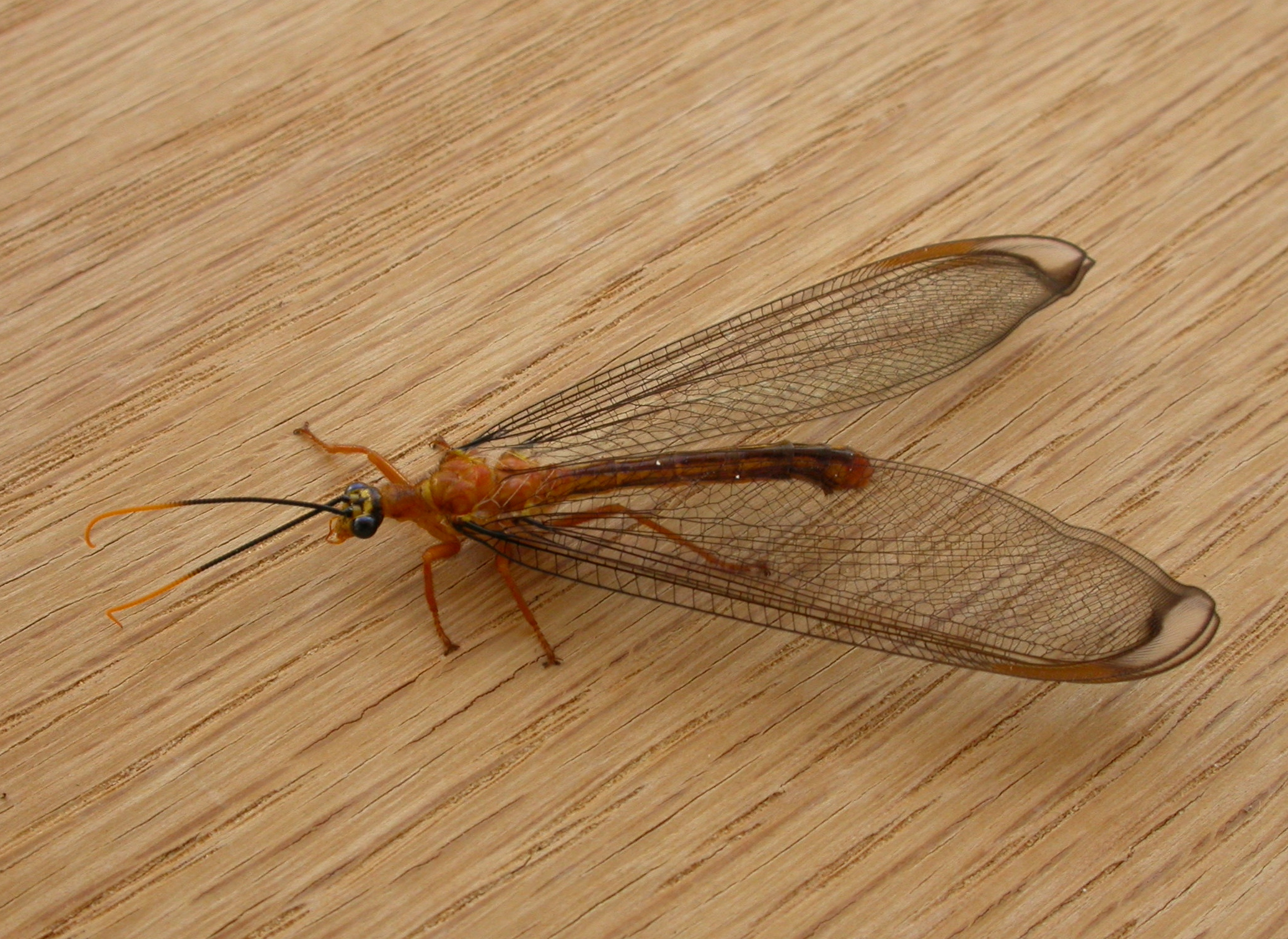
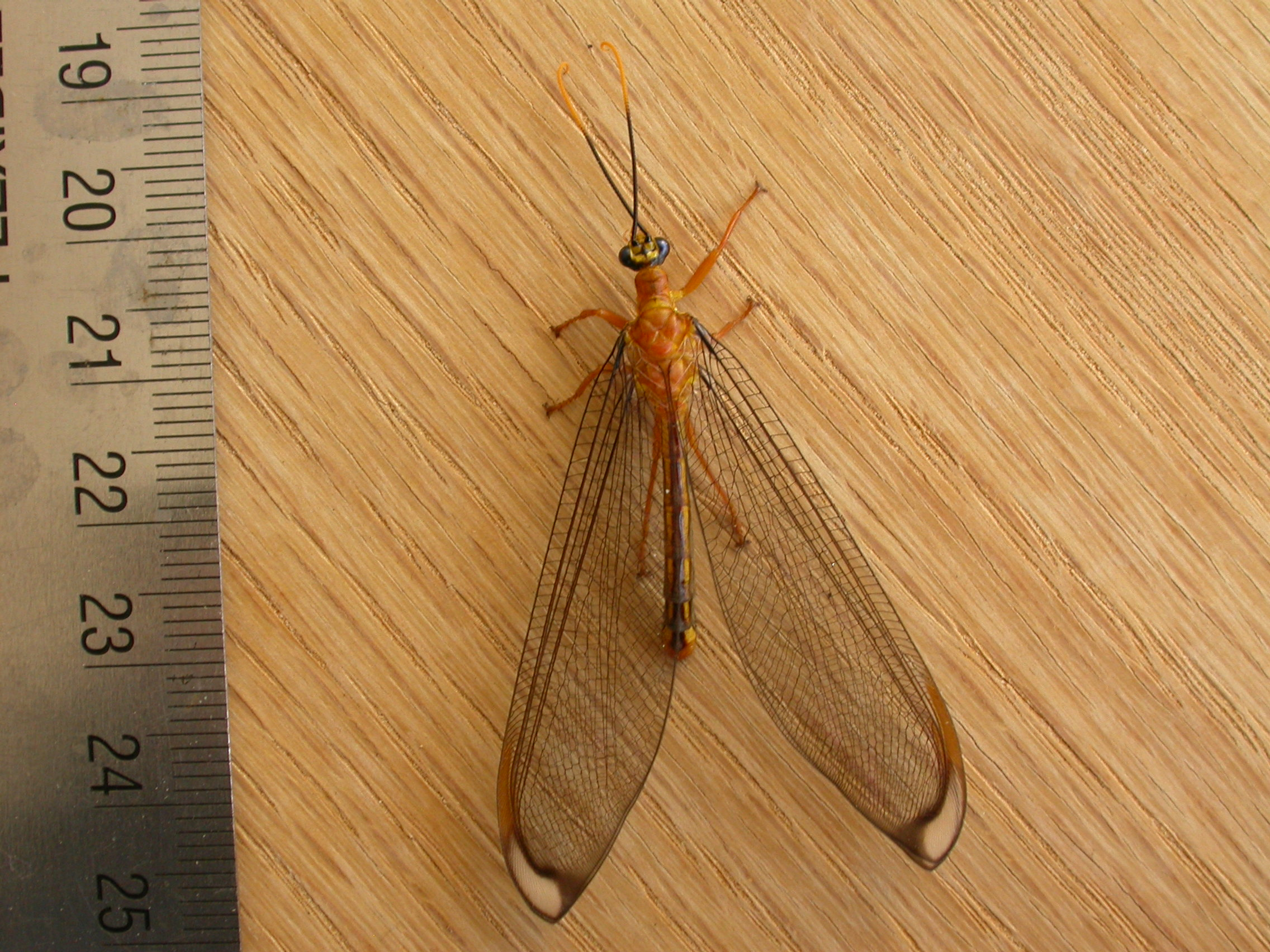
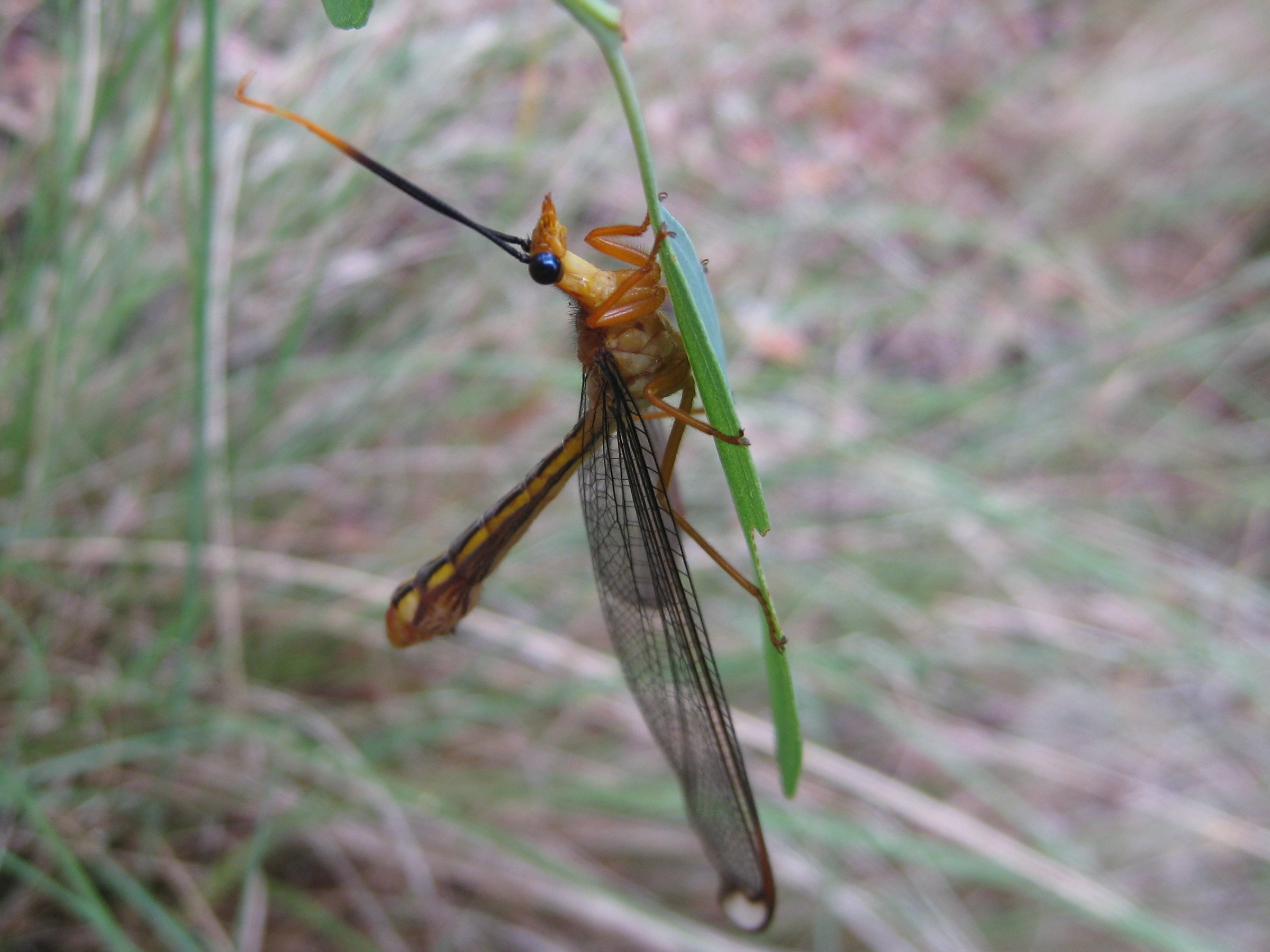
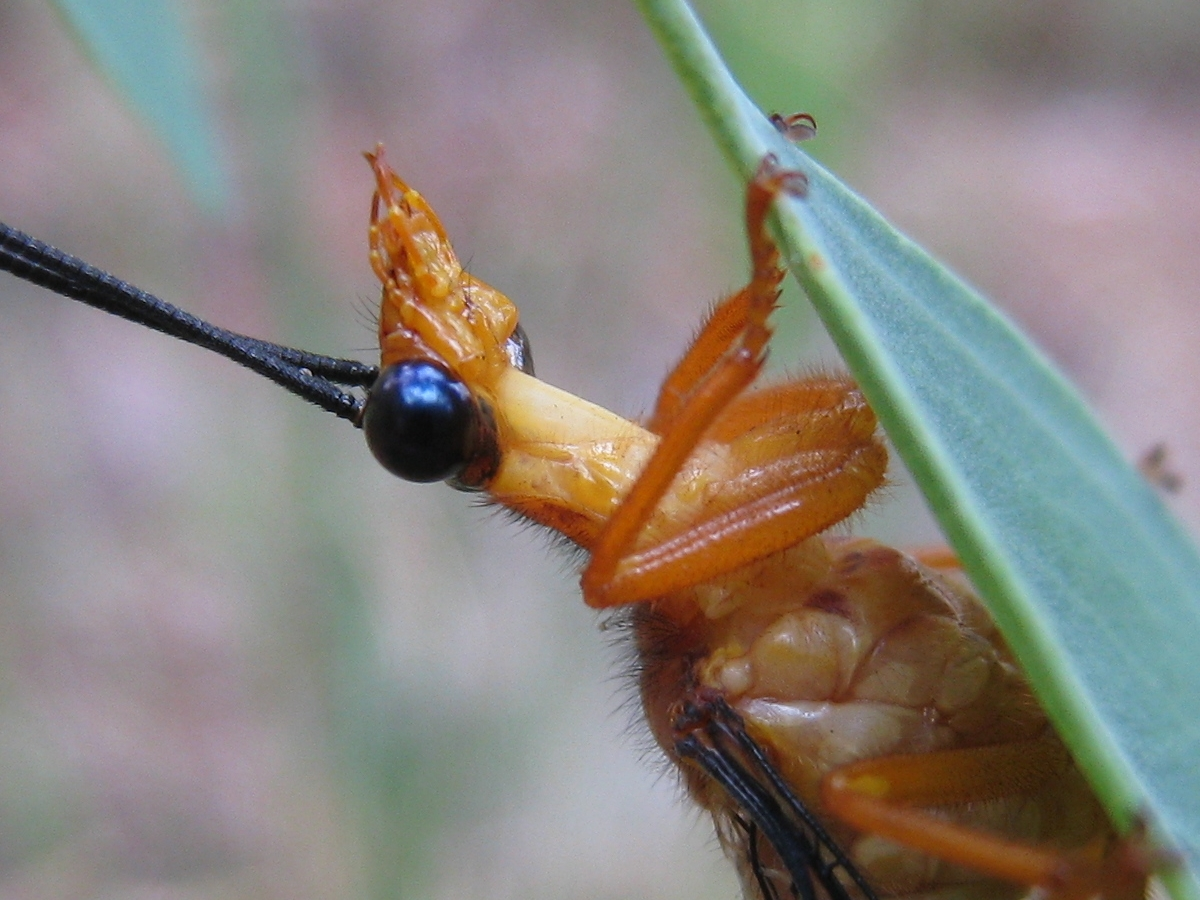
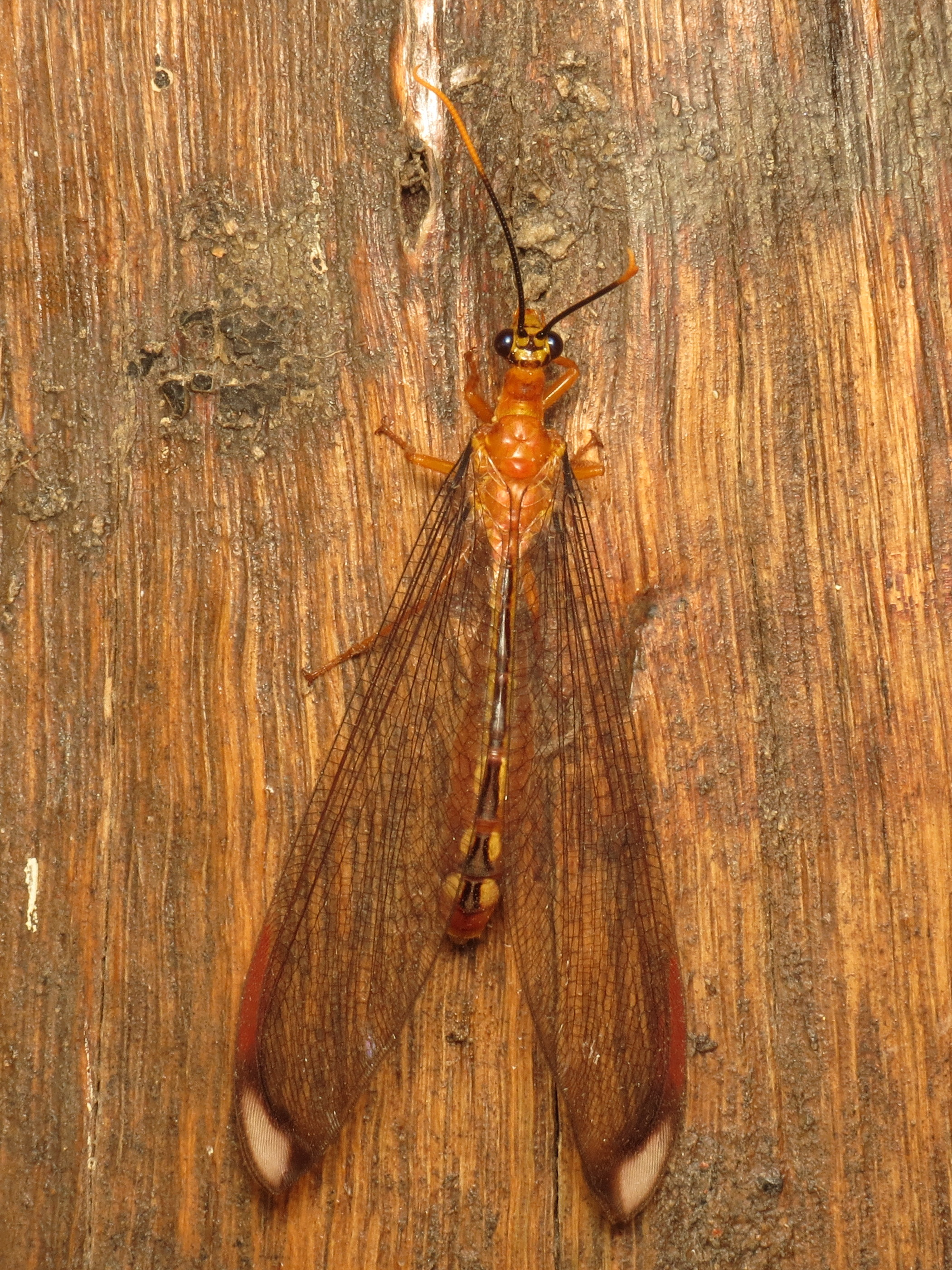
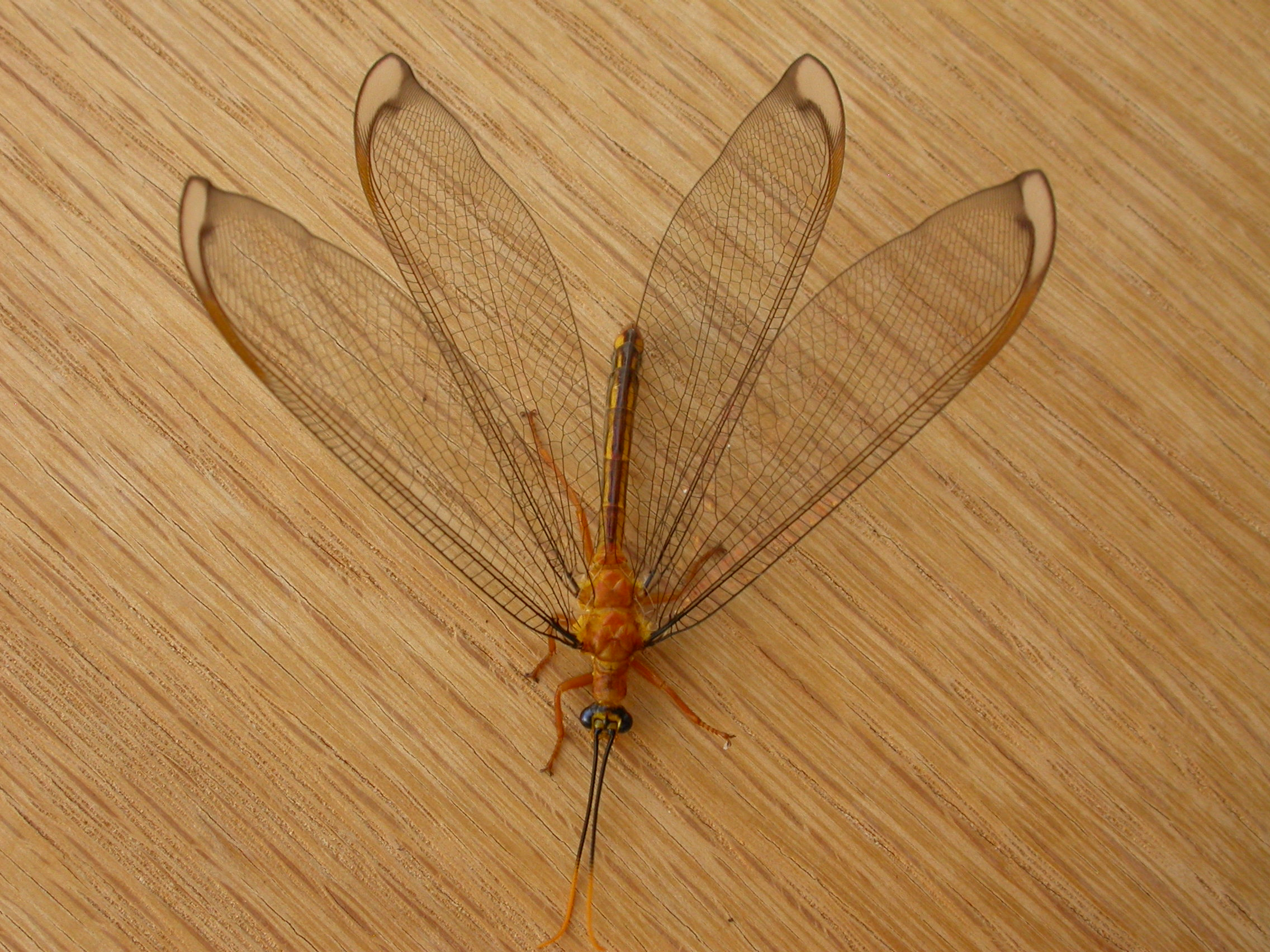
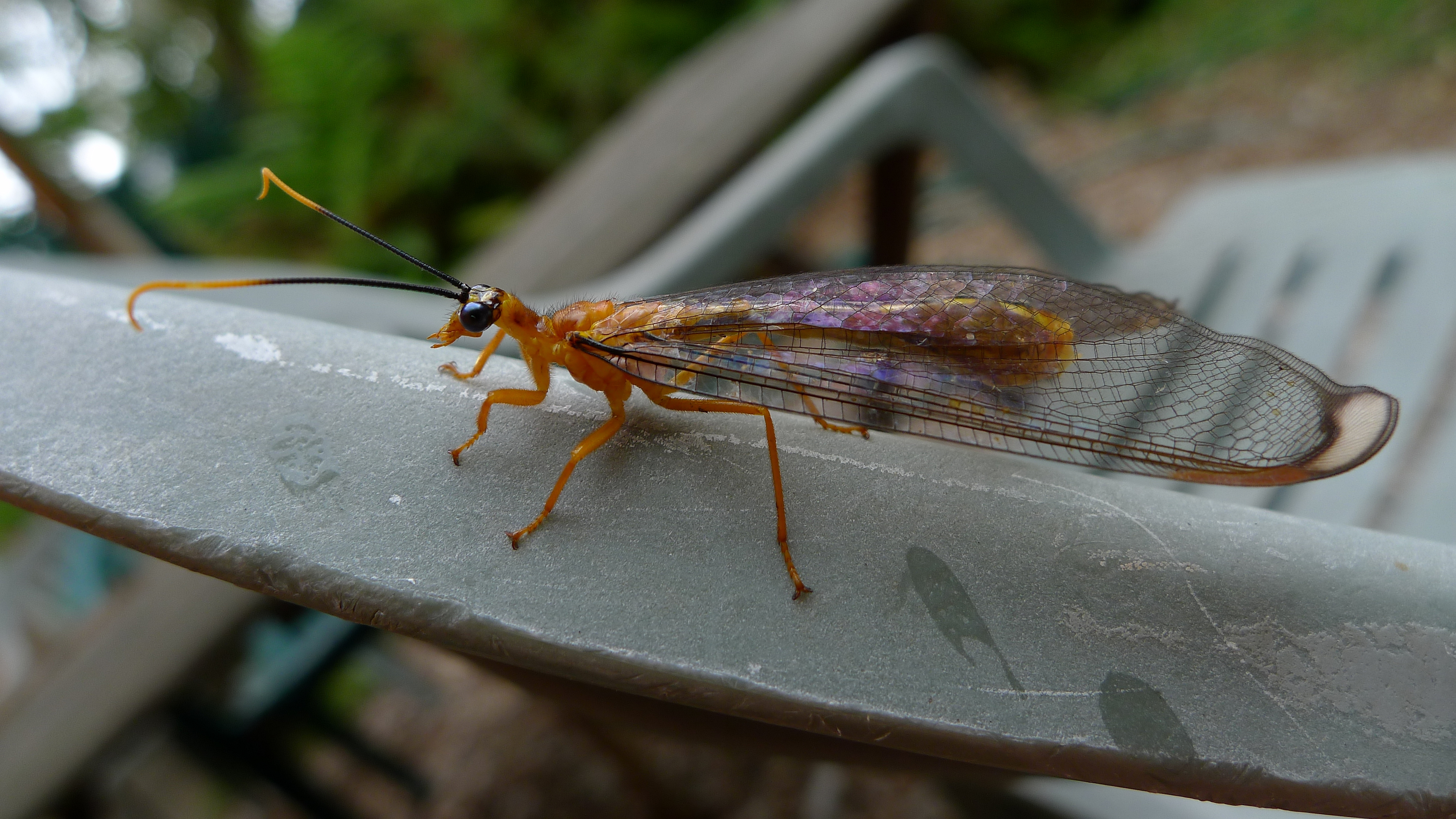
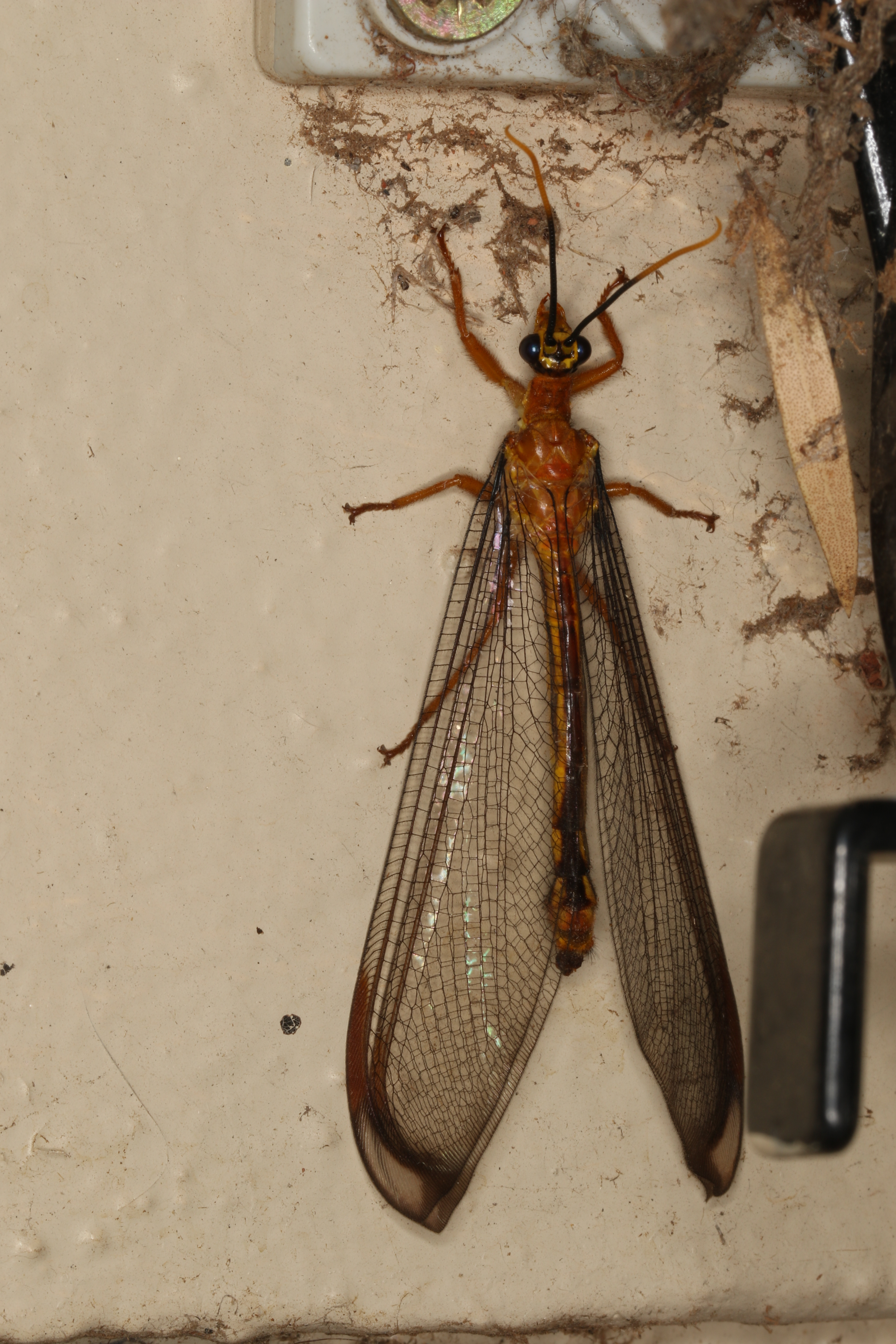